# Jardín Botánico de la Universidad de Viena
El Jardín Botánico de la Universidad de Viena, en alemán: Botanischer Garten der Universität Wien, es un jardín botánico, arboreto e invernaderos de unas 8 hectáreas, que depende administrativamente de la Universidad de Viena.

## Localización
El jardín botánico de la Universidad de Viena se encuentra a continuación de los jardines del palacio Belvedere, en Viena, Austria.
Botanischer Garten der Universität Wien 3. Wiener Gemeindebezirk Landstraße, Wien-Viena, Österreich-Austria.
Planos y vistas satelitales.48°11′34.8″N 16°23′2.4″E / 48.193000, 16.384000

## Historia
Los jardines datan de 1754 cuando la emperatriz María Teresa I de Austria hubo fundado el Hortus Botanicus Vindobonensis con el renombrado botánico Nikolaus Joseph von Jacquin como uno de sus primeros directores. Su hijo, Joseph Franz von Jacquin, sucedió como director, y a este lo sucedieron una serie de botánicos señeros, entre los que se incluyen Stefan Endlicher, Eduard Fenzl, Anton Kerner von Marilaun, Richard von Wettstein, Fritz Knoll, Karl von Frisch, y Lothar Geitler. 
El edificio del Instituto de Botánica abrió sus puertas en 1905. Sin embargo, en el final de la Segunda Guerra Mundial, lo bombardearon y fue destruido, así como los invernaderos, y el área entera del jardín, debiendo de ser reconstruidos totalmente, un tiempo más tarde.

## Colecciones
Los jardines contienen actualmente más de 9.000 especies de plantas, incluyendo las plantas tropicales arboladas bien documentadas, particularmente de las familias tales como: 
- Annonaceae,
- Rubiaceae,
- Gesneriaceae,
- Bromeliaceae
- Orchidaceae.

Los invernaderos (con unos 1,500 m²) fueron construidos originalmente en 1890 y 1893, pero fueron dañados severamente durante las Primera y Segunda guerras mundiales, fueron reconstruidos y renovados, pero no abiertos al público. 
En sus colecciones se incluye:
| - Abies pinsapo - Aesculus pavia - Cephalotaxus harringtonia - Diospyros lotus - Elaeagnus angustifolia - Ephedra - Ficus carica - Ginkgo biloba - Gunnera chilensis - Laburnocytisus adamii - Liriodendron tulipifera - Magnolia - Metasequoia glyptostroboides - Nothofagus antarctica - Ostrya carpinifolia | - Parrotia persica - Paulownia tomentosa - Phyllostachys viridiglaucescens - Pinus aristata - Platanus orientalis - Poncirus trifoliata - Prunus tenella - Rhododendron - Salvia - Sequioadendron giganteum - Syringa - Viburnum - Vitis riparia |

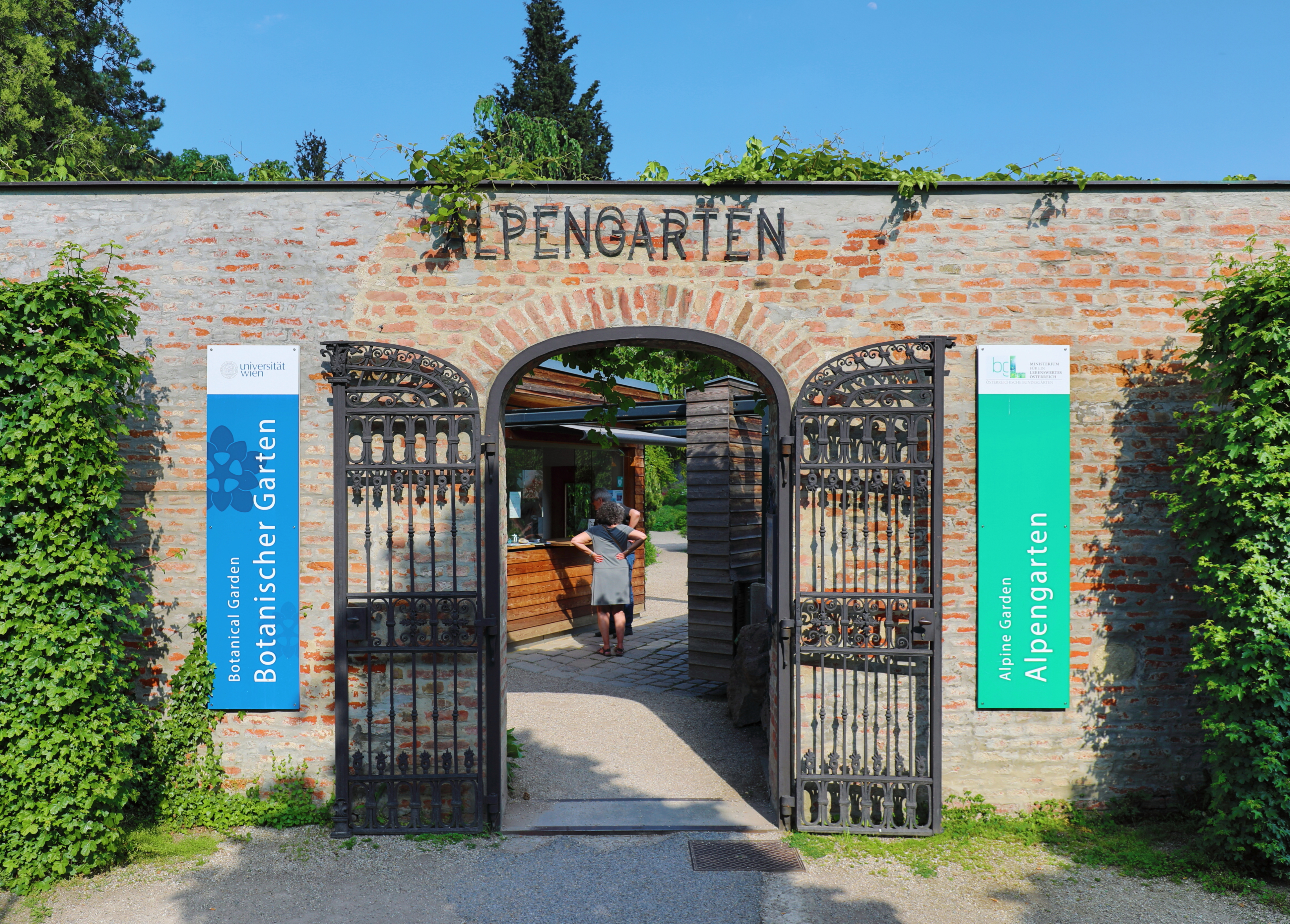
Entrada al "Alpengarten"-Alpinum.
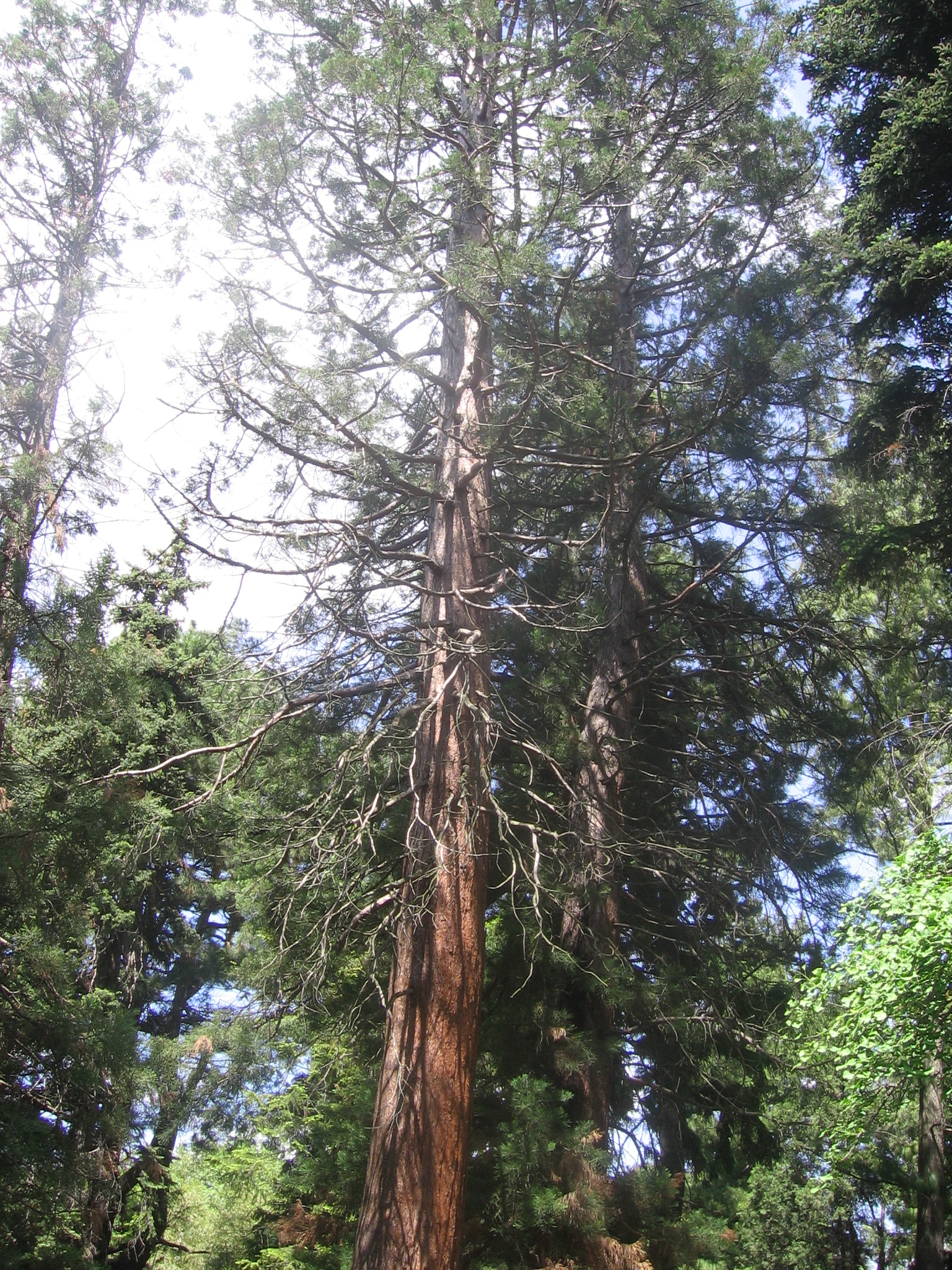
Ejemplar de Sequoiadendron giganteum en el arboreto.
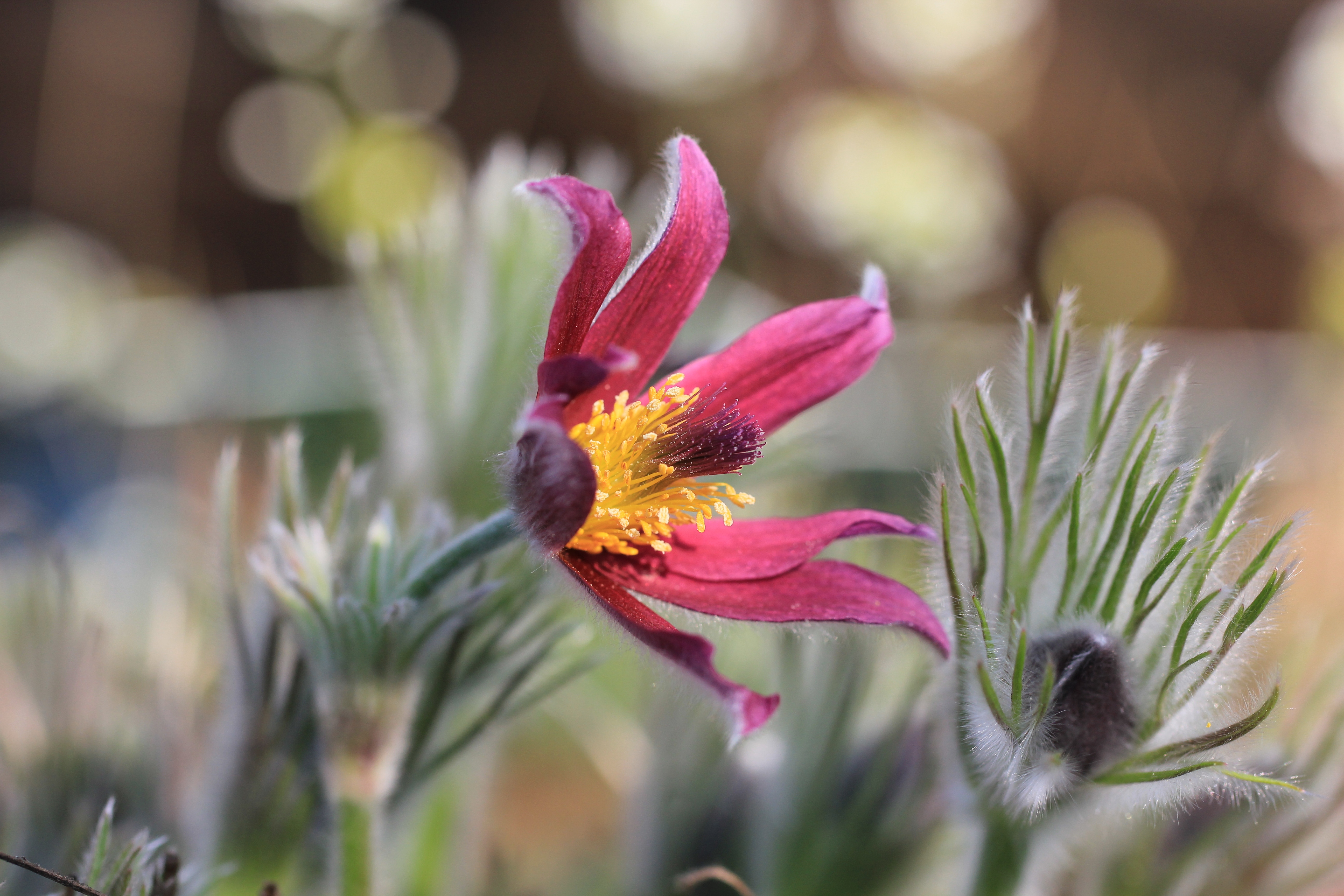
Flor de Pulsatilla georgica en el alpinum.
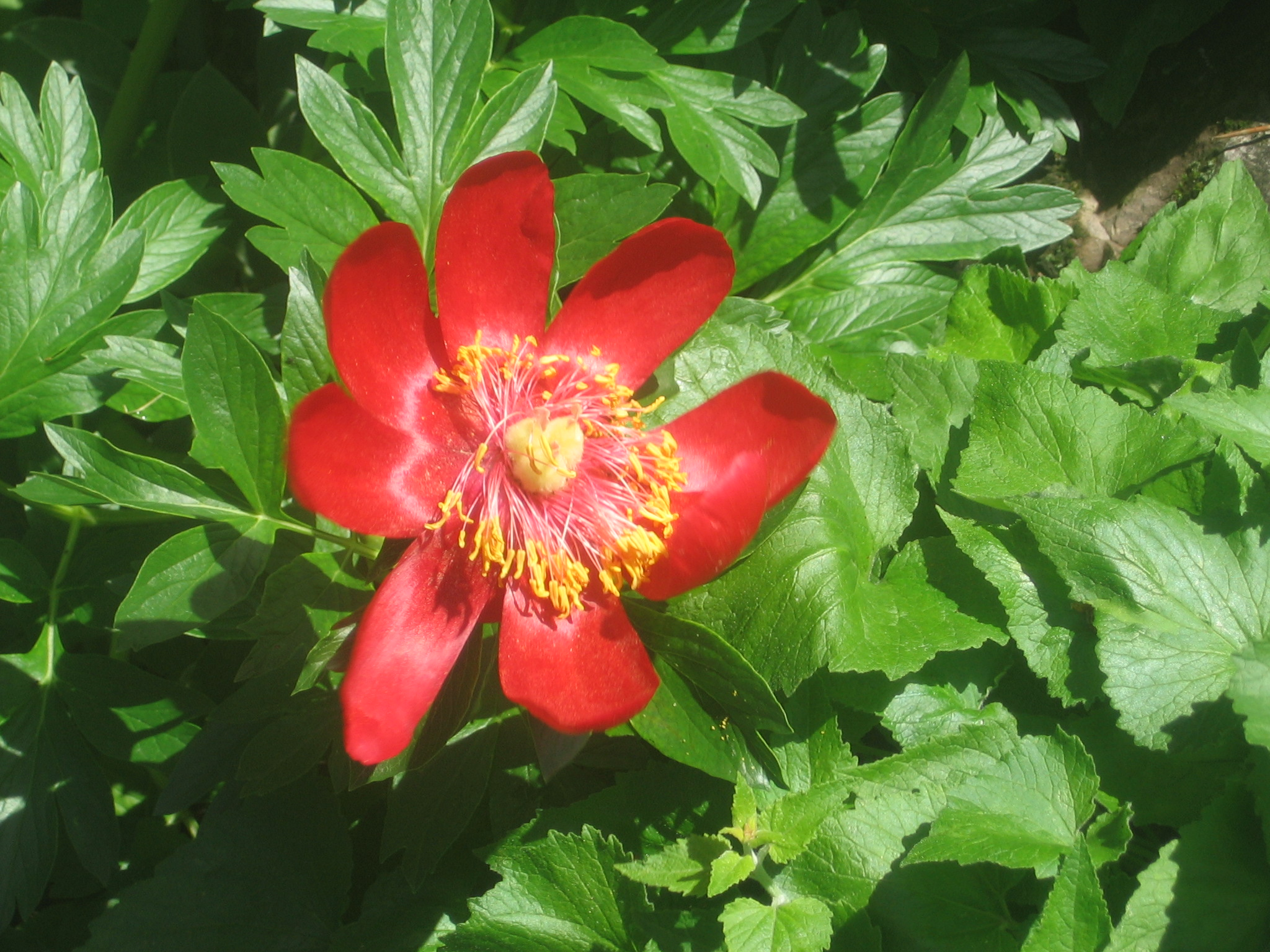
Flor de Paeonia veitchii en el alpinum.
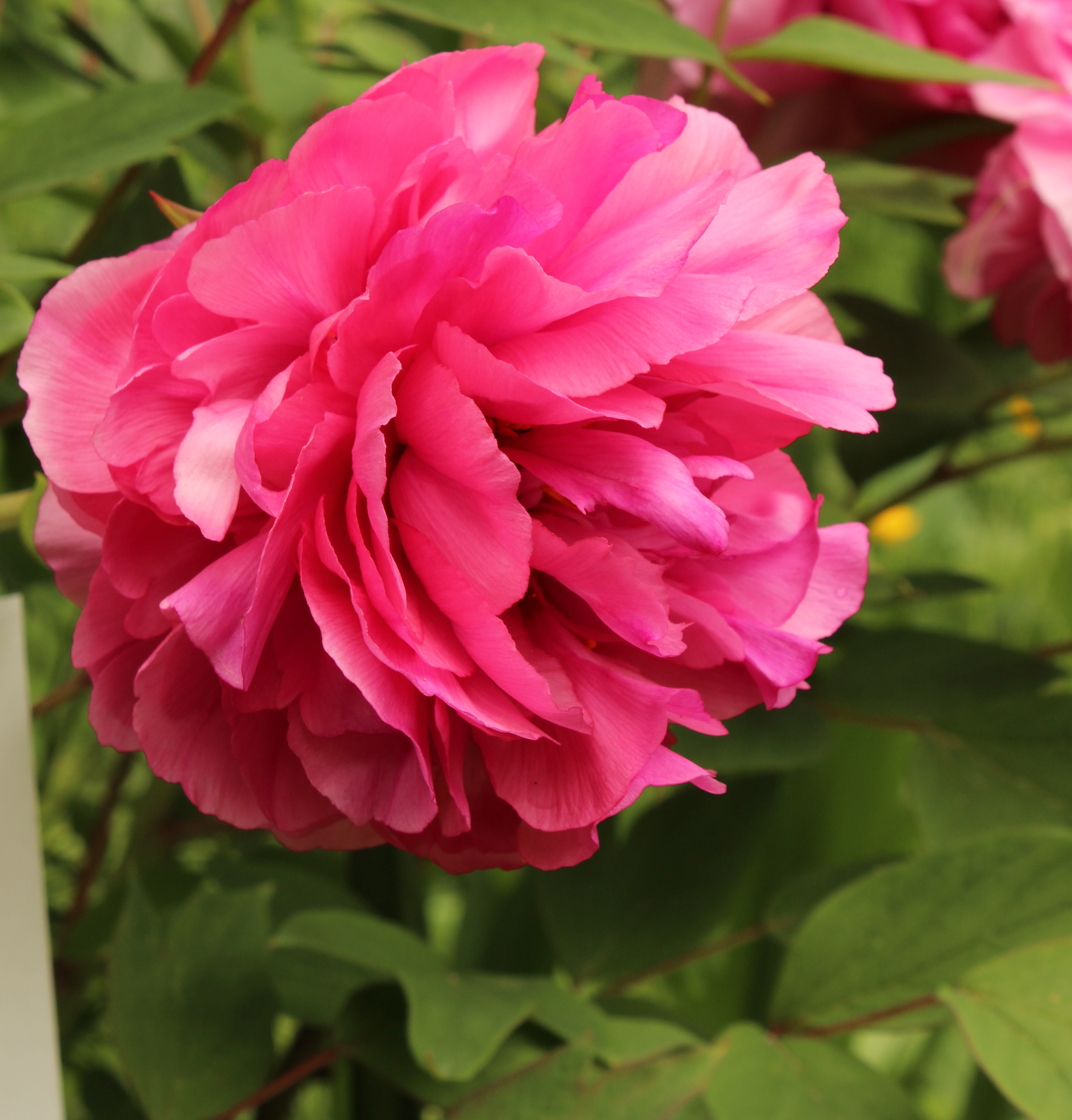
La peonía 'Duchesse de Morny'
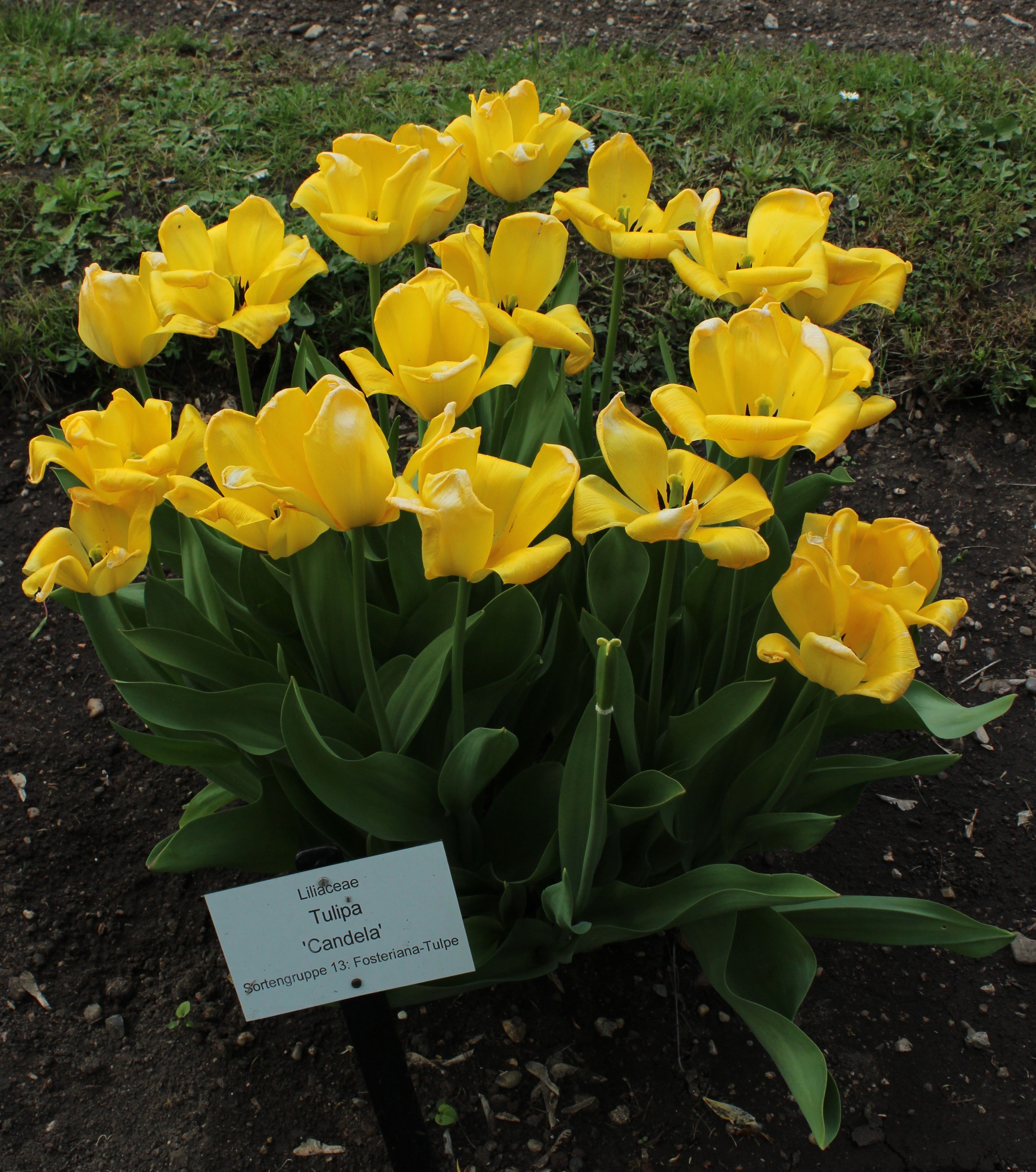
El cultivarde tulipán 'Candela'
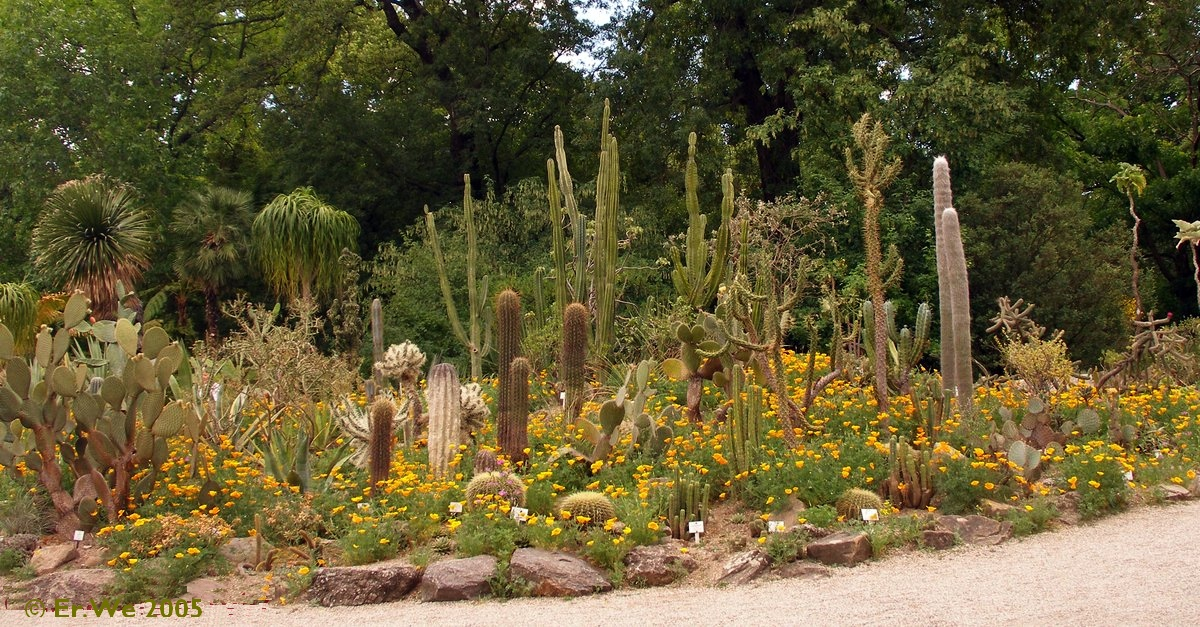
Grupo de suculentas presentadas al aire libre en verano.
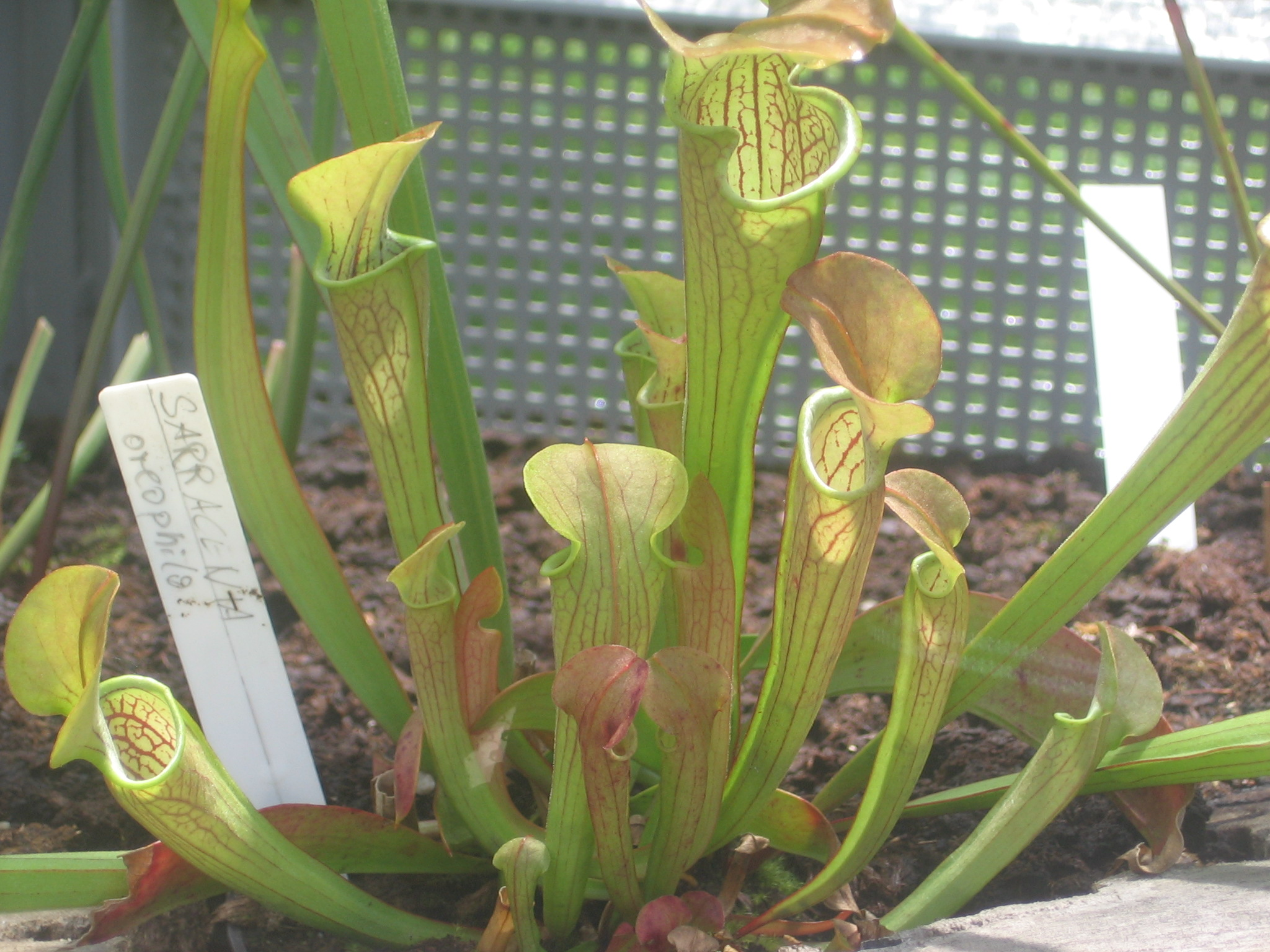
La planta insectívora Sarracenia oreophila.